# Priocnemis ghilarovi
Priocnemis ghilarovi (лат.) — вид дорожных ос рода Priocnemis (Pompilidae).

## Распространение
Россия: Приморский край (в том числе, Хасан и Уссурийский  заповедник).

## Описание
Длина тела самцов 5,0—7,5 мм, самок — 8,0—10,5 мм. Основная окраска тела чёрная. Лёт отмечен в июле, августе и сентябре. Предположительно, как и другие виды своего рода охотятся на пауков. Вид был назван в честь крупного советского биолога академика Гилярова М. С. (ИЭМЭЖ АН СССР, Москва).